# Георгіос Авероф (крейсер)

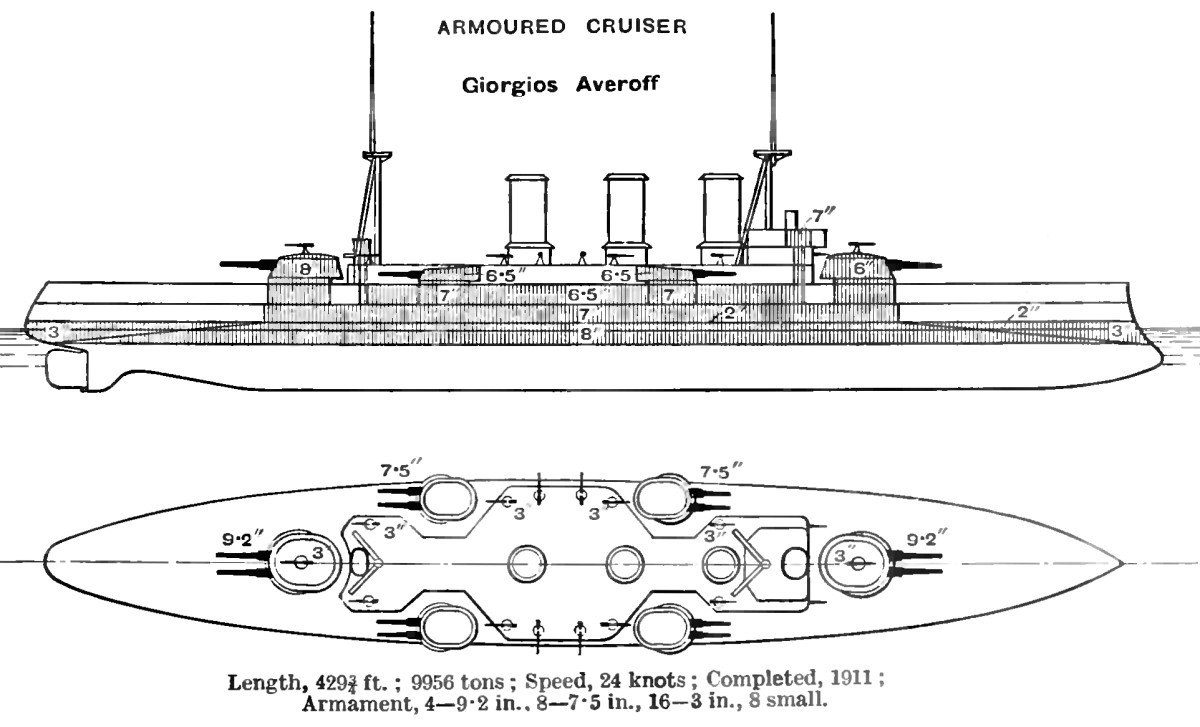

37°56′2″ пн. ш. 23°41′1″ сх. д. / 37.93389° пн. ш. 23.68361° сх. д.
«Георгіос Авероф» (грец. ΠΝ Γεώργιος Αβέρωφ) — броненосний крейсер типу «Піза» у складі ВМС Греції. З 1984 року - корабель-музей на вічній стоянці в афінській гавані Палео-Фалірон.

## Історія створення
Крейсер, третій у серії, був закладений у 1907 році на верфі «Cantiere navale fratelli Orlando» у Ліворно під назвою «Дженова» (італ. Genova). Але через фінансову кризу італійський уряд не зміг придбати корабель, і він був проданий Греції за 25 млн. драхм. Третину суми як передоплату треба було внести негайно, а оскільки у грецькому бюджеті не було передбачено таких витрат, то цю суму внесла сім'я грецьких комерсантів та меценатів Авероф.  На знак подяки корабель отримав ім'я засновника династії Георгіоса Аверофа.
Від італійських крейсерів серії «Георгіос Авероф» трохи відрізнявся озброєнням (замість 254-мм гармат були встановлені британські 234-мм гармати)

## Історія служби

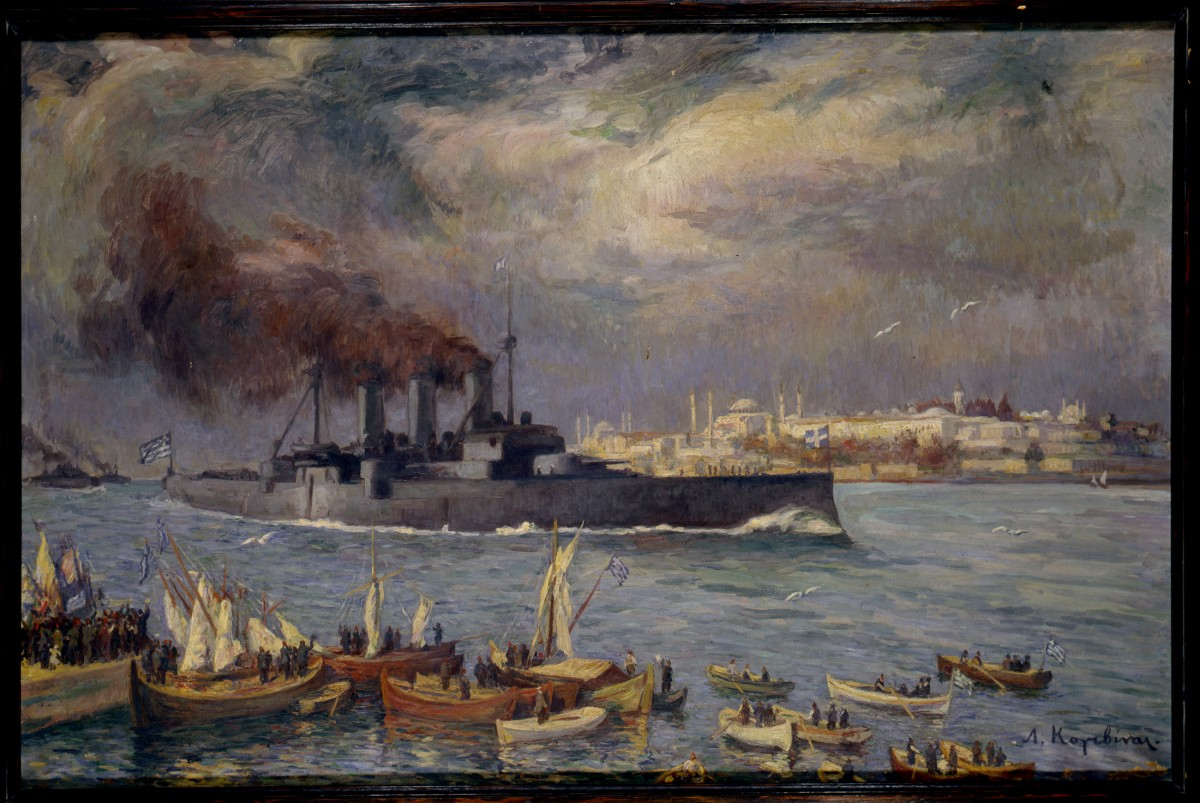
«Георгіос Авероф» у Константинополі, 1919 рік

Крейсер  брав участь в 1-й балканській війні (1912), коли грекам вдалося витіснити османів із Епіру, Криту, Македонії, Фракії, островів Егейського моря. «Авероф» під командою адмірала Павлоса Кунтуріотіса забезпечував морську блокаду Османської імперії, не даючи османам перекидати війська по театрах військових дій. Двічі, у грудні 1912 і в січні 1913 року, османський флот намагався пробитися з Дарданелл, але обидва рази невдало, що зіграло важливу роль у результаті війни.
У Першу світову війну «Авероф» у складі союзницької англо-французької ескадри брав участь у бойових діях проти німецьких броненосців. У 1919 році урочисто увійшов до Константинополя після капітуляції Туреччини. 
Під час греко-турецької війни крейсер здійснював обстріли узбережжя. Під час Малоазійської катастрофи 1922 року крейсер брав участь в евакуації армійських частин і грецького населення із західних берегів Малої Азії.
У 1925-1927 роках корабель пройшов модернізацію у Франції, під час якої були демонтовані торпедні апарати, встановлена зенітна артилерія, замінена фок-щогла та система управління вогнем.
У 1935 році крейсер взяв участь у заколоті проти генерала Георгіоса Кондиліса.
У Другу світову війну крейсер іще діяв. На момент вторгнення німецьких військ він знаходився в Елевсіні (поблизу Афін). Екіпажу вдалося, уникнувши бомбардувань і мінних загороджень, а також проігнорувавши наказ командування на затоплення корабля, відвести корабель в Александрію. «Георгіос Авероф» був відправлений в Індійський океан для захисту союзницьких конвоїв в Індійському океані, де перебував до кінця 1942 року. У 1943 році корабель повернувся в Єгипет.
Після звільнення Греції 17 жовтня 1944 року корабель доставив в Афіни грецький уряд.
У 1952 році корабель був виведений в резерв. У 1984 році він був перетворений на корабель-музей. Зараз крейсер знаходиться на вічній стоянці у бухті Палео-Фалірон поблизу Афін.